# 钢架雪车
钢架雪车（英語：Skeleton），又称俯式冰橇，是其中一項以雪車為比賽工具的冬季運動項目。顧名思義，運動員需俯臥在雪車上滑行，最高速度可達至每小時130公里以上。钢架雪车由於滑行時頭部朝前方，故危險性比雪橇運動（頭部朝後方）高。在冬季奧運中設立男子和女子的個人賽事。

## 歷史
钢架雪车與雪橇運動一樣都是起源於北歐，歷史上第一個的钢架雪车比賽是於1884年，3年後瑞士出現了類似現今的钢架雪车姿勢。1892年英文名稱正式定名为Skeleton，因為雪车造形类似人体骨架，故称钢架雪车。後來在1923年的法國，国际雪车联合会正式成立，並提議把雪车以及钢架雪车列入第一屆冬季奧運中的正式比賽項目，但最終只有雪车成為其中之一的比賽項目。
钢架雪车後來於瑞士冬季奧運中成為正式比賽項目，在該屆冬季奧運後，钢架雪车於20年後才再次成為正式的比賽項目之一，而因钢架雪车的危險性高，因此钢架雪车長時間被排除在正式的比賽項目之外。及後，钢架雪车在鹽湖城冬季奧運中三度被加入比賽項目，2006年的冬季奧運中，钢架雪车依然是比賽項目之一。
在2002年的鹽湖城冬季奧運前，钢架雪车只設男子項目，後來女子個人賽才被加入冬季奧運的小項之列中。

## 奧運上的鋼架雪車
钢架雪车所用的雪车底部要以鉛塊加重的撬架和兩根固定的「滑鐵」而成，滑鐵，撬架以鐵制。運動員要在出發的信號亮起之後，以30秒內完成出發的動作。
運動員起步時帶同雪车在起點處前助跑，然後放上雪车，最後在起點處前整個人臥在雪车上進行。

### 男子個人賽
在男子個人钢架雪车小項中，運動員需要比賽一天。當中，雪车的總重量不得多於115公斤，長度由80至120厘米長、高度由8至20厘米。
在賽事之中，運動員需要臥於雪车之上，頭向前方，腳於後方，肚子贴在雪车上，並於起點中以雪车滑行1214米到達終點兩次，最後把總成績合計，以最少時間到達的運動員為勝利者。時間的計算準確至千分之一秒，若出現相同成績，名次可以並列。
在第一次的出發次序，是以抽籤決定，及後的第二次出發次序要按照第一次的成績，首次比賽中，排名最先的20名運動員可晉級至第次的比賽中。在第二次的比賽中，成績最差的運動員會先出發，成績最好的運動員最後出發，運動員中途可以掉落雪车，但在到達終點後，不可離開雪车。

### 女子個人賽
女子個人賽與男子個人賽並沒有重大的分別，在雪车上，總重量不得多於92公斤。
在賽事中，與男子小項一樣，運動員都需要比賽一天，於起點中以雪车滑行1214米到達終點兩次，最後把總成績合計，以最少時間到達的運動員為勝利者。時間的計算準確至千分之一秒，如有成績相同的情況，名次可以並列。
在第一次的滑行中的出場次序是以抽籤而定，成績最好的12位運動員可以晉身第二次的比賽，在第二次的滑行中是以首次比賽的成績作標準，成績最出色的運動員最後出場，而最差的則第一位出場，運動員在到達終點後，要在雪车之上。

## 比賽場地
钢架雪车的比賽場地的線路設計必須呈「十」字形，長度爲1214米，起點和終點與之間的高度距離是157米。賽道中共設有10個轉彎處，而它的上坡長度約占賽道總長度的12%。

## 服裝
- 雪靴(最多有8支長釘，靴釘長度要在7厘米之內)
- 安全帽

## 軼事
- 美國是钢架雪车中的強者，在前後的3屆冬季奧運中，美國就在4面的金牌中奪得3面。只餘下的一面是由一位意大利運動員於瑞士冬季奧運中贏得。

- 1928年，當時19歲的美國運動員约翰·希顿在钢架雪车男子個人項目中取得一面銀牌，及後在1948年冬季奧運中成功「蟬聯」銀牌，當時他已經是39歲的高齡運動員。

## 外部連結
- Federation Internationale de Bobsleigh et de Tobaganning (FIBT) （页面存档备份，存于）